# Wii Music
Wii Music ist ein Videospiel der Firma Nintendo, das am 14. November 2008 erschienen ist. Es ist ein Musikspiel und enthält 50 Lieder: 8 Klassische Stücke, 22 Traditionelle, 13 sehr beliebte und 7 Videospielmelodien.

## Spielprinzip
Das Spielprinzip von Wii Music ist das Spielen von Musikinstrumenten, wobei die typischen Bewegungen nachgeahmt und die jeweiligen Musikstücke durch die passende Nutzung der Controller abgespielt werden. Dabei können über 60 Musikinstrumente verwendet werden. Die Spieler können sowohl vorhandene Musikstücke spielen als auch eigene Musikstücke komponieren.

## Steuerung
Die Musikinstrumente werden mit der Wii-Fernbedienung und dem Nunchuk gesteuert. Im Drum-Modus kann auch das Wii Balance Board benutzt werden.
Wenn man Blasinstrumente spielt, muss man nur die Wiimote bewegen und mindestens einen von den Knöpfen "1" und "2" drücken.
Wenn man Tasteninstrumente spielt, muss man nur die Wiimote und den Nunchuk auf und ab bewegen.
Wenn man Streichinstrumente spielt, muss man nur die Knöpfe "Z" und/oder "C" auf dem Nunchuk drücken und die Wiimote so bewegen, als wäre es ein Geigenbogen.

## Entwicklung
Nachdem von Wii Music bei der Tokio Game Show 2005 erstmals ein Teil des Videospiels gezeigt wurde, wurde es bei der Electronic Entertainment Expo 2006 endgültig vorgestellt. Bei der Electronic Entertainment Expo 2008 wurde das Spiel zudem erstmals mit der Einbindung des Wii Balance Board gezeigt. Die Entwicklung übernahm Nintendo Entertainment Analysis & Development.

## Rezeption
Wii Music hat international schlechte bis gemischte Bewertungen erhalten. Die Rezensionsdatenbank Metacritic aggregiert beispielsweise 43 Rezensionen zu einem Gesamtwert von 63.
Der Spieleratgeber-NRW bewertet das Spiel, insbesondere auch aus pädagogischer Sicht sehr positiv.

„Hinter "Wii Music" zeigt sich mal wieder die erfolgreiche Nintendo-Strategie: die Spielekonsole im Kinderzimmer aus- und im Wohnzimmer einzustöpseln. Gemeinsam musizieren ohne Notenkenntnis, mit anderen spielen ohne ein Musikstück durch Inkompetenz zu ruinieren, Dutzende Instrumente auszuprobieren mit einer Band von Freunden – darin liegt die Kraft von ‚Wii Music‘.“

4Players lobt die vielfältige Auswahl an Instrumenten, kritisiert allerdings die Umsetzung der musikalischen Elemente und den Spannungsfaktor.

„Wii Music ist eine Tortur für die Ohren, die sowohl spielerisch als auch klanglich jeden Anspruch vermissen lässt.“